# Glenavon FC
Glenavon FC este o echipă de fotbal din Lurgan, Comitatul Armagh, Irlanda de Nord.

## Palmares
- IFA Premiership: 3
  - 1951/52, 1956/57, 1959/60
- Cupa Irlandei: 5
  - 1956/57, 1958/59, 1960/61, 1991/92, 1996/97
- Irish League Cup: 1
  - 1989/90
- City Cup: 5
  - 1920/21, 1954/55, 1955/56, 1960/61, 1965/66
- Gold Cup: 4
  - 1954/55, 1956/57, 1990/91, 1997/98
- Ulster Cup: 3
  - 1954/55, 1958/59, 1962/63
- Floodlit Cup: 2
  - 1988/89, 1996/97
- County Antrim Shield: 2
  - 1990/91, 1995/96
- Mid-Ulster Cup: 23
  - 1897/98, 1901/02, 1904/05, 1906/07, 1908/09, 1910/11, 1924/25, 1925/26, 1930/31, 1932/33, 1937/38, 1947/48†, 1957/58†, 1965/66†, 1971/72†, 1976/77†, 1983/84, 1985/86, 1988/89, 1990/91, 1998/99, 2004/05, 2009/10
- North-South Cup: 1
  - 1962/63
- Irish Intermediate Cup: 3
  - 1908/09, 1911/12, 2004/05
- George Wilson Cup: 1
  - 1963/64†
- Bob Radcliffe Cup: 1
  - 1990/91†
- Irish Junior Cup: 1
  - 1897/98

## Jucători Notabili
- Wilbur Cush
- Jimmy Jones
- Maurice McVeigh
- Jackie Denver
- Stewart Campbell
- Glenn Ferguson
- Stephen McBride
- Ray McCoy
- Paul Byrne
- Gerard McMahon

## Nume
1. ↑  „www.worldstadiums.com”. Arhivat din original la 25 septembrie 2016. Accesat în 2 octombrie 2009.